# LG P990 Optimus Speed
Das LG P990 Optimus Speed, in diversen Ländern auch LG Optimus 2X genannt, ist ein Smartphone des Herstellers LG Electronics. Es kam am 31. März 2011 als ungebrandete Version auf den Markt. Es war das erste Smartphone mit einem Zweikernprozessor weltweit.

## Technik und Ausstattung
Das P990 Optimus Speed verfügt über eine Full-HD-Videoaufnahme, die über die integrierte 8-Megapixel-Digitalkamera aufgenommen werden kann. Zudem nutzt es einen Tegra 2 Zweikernprozessor von NVIDIA mit 2 × 1 GHz Taktfrequenz. Eine weitere Besonderheit ist der HDMI-Anschluss. Das P990 war bei Vertriebsstart, nach dem Nokia N8 und dem Nokia E7, erst das dritte Smartphone, das mit dieser Schnittstelle ausgeliefert wurde. Weitere Funktionen sind WLAN nach den Standards 802.11 b/g/n, HSDPA mit 10,2 Mbit/s, HSUPA mit 5,76 Mbit/s, und Bluetooth 2.1. Eine UMTS/3G-Fähigkeit sowie EDGE und GPRS sind ebenfalls vorhanden. Der interne Speicher beträgt 8 GB (davon 2,5 GB vom System beansprucht) und kann mittels microSDHC/microSDXC um bis zu 64 GB erweitert werden. Der verfügbare Arbeitsspeicher (RAM) des Typs DDR2 beträgt 512 MB. Der vier Zoll große kapazitive Touchscreen besitzt eine Multi-Touch-Funktionalität und hat eine Pixeldichte von 233 ppi.

## Betriebssystem
LG nutzt beim P990 Googles Betriebssystem Android in der Version 2.2.2 („Froyo“) mit LGs eigener Benutzeroberfläche „LG-S Class“. Am 1. November 2011 begann das Unternehmen europaweit mit dem Update auf Android 2.3.4 („Gingerbread“). Am 2. November 2011 verlautbarte LG Mobile, dass ein Update auf Android 4 („Ice Cream Sandwich“) geplant sei. Am 26. Dezember 2011 wurde das zweite Quartal 2012 als Updatezeitraum genannt. Der genannte Termin wurde jedoch nicht eingehalten.
Am 5. März 2012 ist ein Firmware-Update erschienen, das nach Angaben von LG Folgendes enthält:
- verbesserter GPS-Empfang
- neue Möglichkeit zum Google-Backup
- diverse Bugfixes

Im Oktober 2012 veröffentlichte LG den Quellcode. Damit konnte CyanogenMod 10 auf das Gerät portiert werden, welches auf Android 4.1 Jelly Bean beruhte (inzwischen Android 4.2.2 Jelly Bean). Wie der Blog stereopoly schreibt, bekommt man damit „ein komplett neues Smartphone“. Vor allem der Performance-Zuwachs sei enorm.
Am 7. Dezember 2012 wurde von LG das Update auf Android 4.0.4 (Ice Cream Sandwich) veröffentlicht.

## Nachfolger
Beim Mobile World Congress 2012 stellte LG den Nachfolger des Optimus Speed, das LG Optimus 4X HD, vor. Das Gerät arbeitet als weltweit erstes Android-Smartphone mit einem NVIDIA Tegra™ 3 Quad-Core-Prozessor mit 4 × 1,5 GHz Taktfrequenz und verfügt über einen 4,7 Zoll großen Touchscreen mit einer Auflösung von 720 × 1280 Pixeln. Es wird von LG seit Juni 2012 in Deutschland angeboten.